# Hans Neumeister
Hans Neumeister (* 28. Oktober 1908 in Reudnitz (Leipzig); † 1996 in Weimar) war ein deutscher ehemaliger politischer Häftling des KZ Buchenwald und nach 1945 Führer durch die Nationale Mahn- und Gedenkstätte Buchenwald (NMG).

## Lebensdaten
Neumeister war von Beruf Buchdrucker. 1929 trat er in die KPD ein. Bereits 1931 wurde er wegen „Vorbereitung zum Hochverrat“ zu 14 Monaten Festungshaft verurteilt. Neumeister wurde wegen illegaler politischer Widerstandstätigkeit verhaftet und von 1935 an für drei Jahre im Zuchthaus Waldheim inhaftiert. Am 13. Januar 1938 wurde Neumeister als „Schutzhäftling“ mit der Häftlingsnummer 2.324 in das KZ Buchenwald überstellt. Dort wurde er als Kapo in der Häftlingsschreibstube eingesetzt. Hier änderte er im Auftrag des illegalen Buchenwaldkomitees Identitäten von Häftlingen, die dadurch vor ihrer bevorstehenden Ermordung bewahrt wurden. Indem Lebende die Namen von Verstorbenen bekamen, konnten sie gerettet werden. Das war nur möglich in Zusammenarbeit mit Vertrauten aus dem Häftlingskrankenbau, die Namen von Verstorbenen zu registrieren hatten.
Neumeister gehörte zu den 46 Häftlingen, die im April 1945 von der SS ermordet werden sollten und deshalb von Kameraden versteckt worden sind. Nach der Errichtung der NMG Buchenwald betreute er bei Führungen Besuchergruppen durch das ehemalige Lager.
Nach 1945 war er Kaderleiter im Arbeitsamt Weimar und Mitglied der Kreiskommission der VdN Weimar. Von 1950 bis 1954 war er als Referatsleiter im Thüringer Ministerium für Handel und Versorgung beschäftigt. 1955 bis 1969 war er als Arbeitsökonom im VEB Talsperrenbau Weimar tätig.